# マイルズ・オブ・アイルズ
『マイルズ・オブ・アイルズ』（Miles of Aisles）は、ジョニ・ミッチェルが1974年に発表した2枚組のライブ・アルバム。

## 概要
ミッチェルは『コート・アンド・スパーク』を発表後の1974年、アルバムに参加したジャズ・フュージョン・バンド、L. A. エクスプレスを引き連れてツアーを行った。このときのライブ音源を集めたものが本作品である。「さぼてんの木」は1974年3月4日にL. A. ミュージック・センターで録音され、「フォー・フリー」は同年3月2日にカリフォルニア州バークレーのバークレー・コミュニティ・センターで録音された。その他はすべて1974年8月14日から17日にかけてロサンゼルスのユニバーサル・アンフィシアターで行われたコンサートの音源が使用されている。
収録曲はすべてミッチェルが作詞作曲した。1974年11月に発売され、ビルボードのアルバム・チャートの2位を記録し、ゴールドディスクに輝いた。
同年12月にアルバムからシングルカットされた「ビッグ・イエロー・タクシー」はビルボード・Hot 100において24位を記録した。
見開きジャケット（ゲートフォールド）の外側の写真はミッチェル自身が撮った。場所はミシガン州クラークストンのパイン・ノブ・ミュージック・シアター（現在のDTE Energy Music Theatre）である。
ローリング・ストーン誌が選んだ「史上最高のライブアルバム50選」に選ばれている。

## 収録曲
Side 1
1. 恋するラジオ - You Turn Me On, I'm a Radio - 4:09
2. ビッグ・イエロー・タクシー - Big Yellow Taxi - 3:09
3. レイニー・ナイト・ハウス - Rainy Night House - 4:04
4. ウッドストック - Woodstock - 4:29

Side 2
1. さぼてんの木 - Cactus Tree - 5:01
2. コールド・ブルー・スティール - Cold Blue Steel and Sweet Fire - 5:23
3. ウーマン・オブ・ハート・アンド・マインド - Woman of Heart and Mind - 3:40
4. ア・ケイス・オブ・ユー - A Case of You - 4:42
5. ブルー - Blue - 2:49

Side 3
1. サークル・ゲーム - The Circle Game - 6:29
2. 人間模様 - People's Parties - 2:42
3. オール・アイ・ウォント - All I Want - 3:21
4. フォー・フリー - Real Good for Free - 4:27
5. 青春の光と影 - Both Sides Now - 4:14

Side 4
1. ケアリー - Carey - 3:30
2. リチャードに最後に会った時 - The Last Time I Saw Richard - 3:35
3. ジェリコ - Jericho -  	3:26
4. ラヴ・オア・マネー - Love or Money - 4:50

## 参加ミュージシャン
- ジョニ・ミッチェル - ボーカル、ギター、ピアノ、アパラチアン・ダルシマー
- トム・スコット - 木管楽器
- マックス・ベネット - ベース
- ジョン・ゲラン - ドラムズ、パーカッション
- ロベン・フォード - エレクトリック・ギター
- ラリー・ナッシュ - ピアノ

## スタッフ
- ジョニ・ミッチェル - プロデュース、カバー写真、カバー・グラフィック
- ヘンリー・レヴィー - サウンド・エンジニアリング、ミックス
- ジョン・ゲラン - ミックス
- バーニー・グランドマン - マスター・エンジニア
- アンソニー・ハドソン - アート・ディレクション
- ヘンリー・ディルツ - 写真（ジャケット内側）